# Рахманов Султанбай Сабурович
Султан(бай) Сабурович Рахманов (6 липня 1950, Турткуль, Каракалпацька АРСР, Узбецька РСР — 5 травня 2003, Дніпропетровськ) — український радянський важкоатлет, олімпійський чемпіон, ексрекордсмен світу. Почесний громадянин Дніпра.

## Біографія
Султанбай Рахманов тренувався в спортивному товаристві «Авангард» в Дніпропетровську. Золоту олімпійську медаль та звання олімпійського чемпіона він виборов на московській Олімпіаді у надважкій ваговій категорії, виступаючи у складі збірної СРСР.
Крім олімпійської звитяги, був чемпіоном світу в 1979 та 1980 роках, чемпіоном Європи 1980 року.
У 1990-их роках був міським кримінальним авторитетом. Починав з вибивання боргів для «вора в законі» Олександра Мільченка (Матроса), на якого працював й інший відомий дніпропетровський спортсмен-боксер Віктор Савченко.
Рахманов встановив два світові рекорди, обидва в ривку.

## Світлини

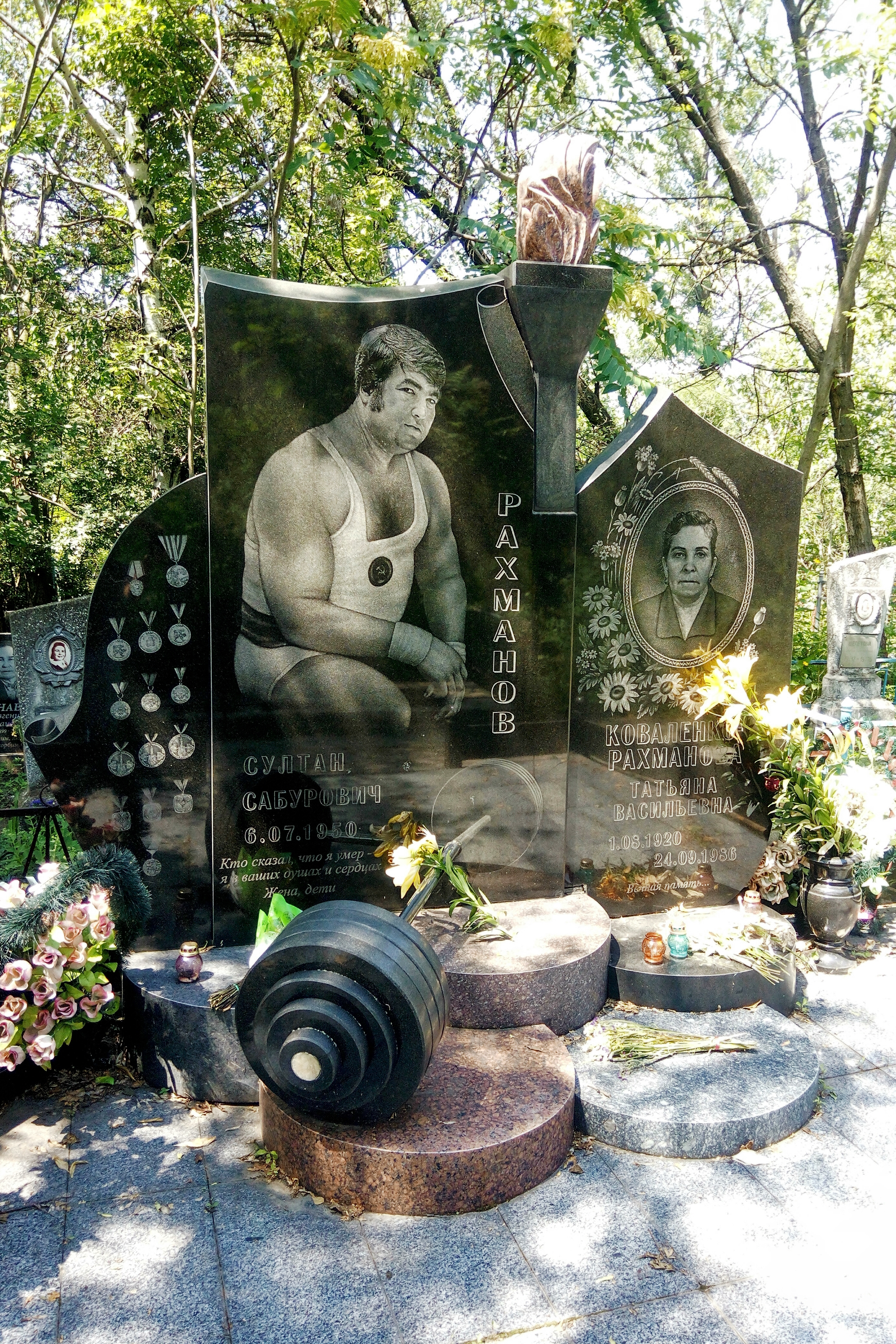
Могила Султана Сабуровича Рахманова на Сурсько-Литовському кладовищі в Дніпрі